# Battaglia delle Isole Egadi
La battaglia delle Isole Egadi fu la battaglia navale conclusiva della prima guerra punica. Dopo oltre vent'anni di scontri navali e terrestri, Cartagine subì presso le isole Egadi una sconfitta pesante in termini di uomini e soprattutto di navi; con le finanze esauste, dovette chiedere la pace alla Repubblica romana.

## Situazione
Dopo ventiquattro anni di lutti, battaglie, guerriglia, assedi e naufragi, la prima guerra punica aveva reso insopportabili le condizioni psicologiche e finanziarie delle due città-stato. Roma cominciava ad avere qualche problema nel chiedere rinforzi ai socii e aveva dovuto sostenere tante spese per le battaglie navali e i naufragi che l'erario non era in grado di allestire nessuna flotta degna di questo nome; per cinque anni dalla sconfitta di Trapani e dal successivo naufragio di Camarina, aveva dovuto, per necessità o per scelta, cessare di rinforzare la flotta limitandola alle sole navi onerarie e gestire la difesa marittima con qualche superstite nave da guerra.

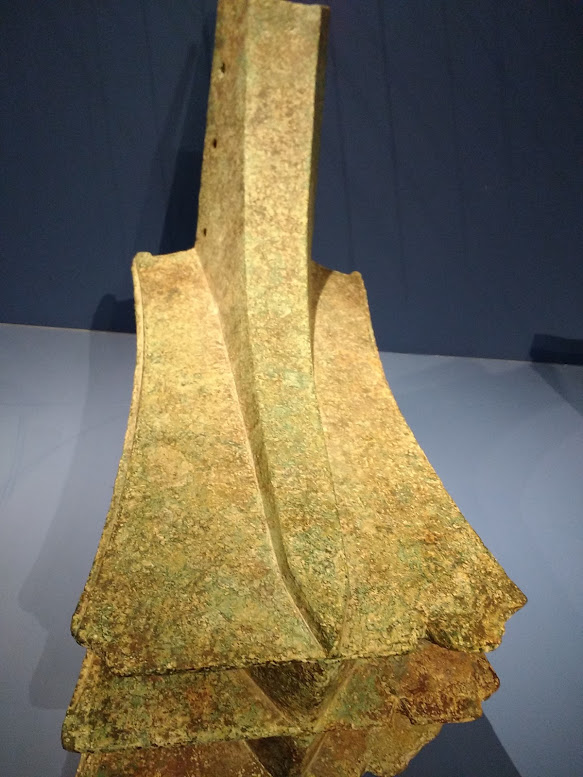
Rostro di nave cartaginese, 241 a.C.
con una supplica al dio Baal.

Anche se sul mare restava dominatrice, Cartagine si era dissanguata nella gestione della flotta, i commerci erano rallentati. Infatti i marinai, contrariamente alle truppe di terra che erano in genere mercenarie, provenivano dalle forze dei cittadini-mercanti. I commerci di Cartagine languivano e non potevano generare la ricchezza necessaria a pagare le sempre più necessarie truppe mercenarie. Era una pericolosa spirale economico-militare che rischiava di avvitarsi su sé stessa.
Roma, per la terza volta, decise di tornare sul mare e cercare di chiudere la partita.
(Polibio, Storie, I, 59, 6,)
Roma, contrariamente a Cartagine, ebbe la fortuna di avere una classe politica dilaniata all'interno ma compatta contro le minacce esterne. Una sottoscrizione di cittadini (forse forzosa) finanziò una nuova flotta di duecento quinqueremi complete di equipaggio. I finanziatori non fecero della beneficenza: alla fine della guerra sarebbero stati risarciti rivalendosi sul bottino. Se l'esito fosse stato negativo, però, i patrimoni personali sarebbero stati pesantemente intaccati.
A capo della flotta fu posto Gaio Lutazio Catulo che, all'inizio dell'estate del 242 a.C., prese il mare in direzione della Sicilia. Questa volta i Cartaginesi di Trapani furono colti di sorpresa; non immaginavano che Roma fosse in grado di spremere una tale flotta dalle esauste casse statali. Catulo, visto che tutta la flotta cartaginese era rientrata in patria, rinforzò le truppe che procedevano all'assedio di Lilibeo e occupò tranquillamente il porto di Trapani e il territorio attorno alla città ponendola sotto assedio.
Senza fermarsi a queste operazioni terrestri, ben sapendo che la vittoria di Roma sarebbe dovuta essere ottenuta sul mare, manteneva gli equipaggi allenati con esercitazioni e manovre.
Quando si seppe di questa inopinata spedizione romana, a Cartagine caricarono le navi di grano e altri aiuti per sostenere le truppe di Amilcare Barca che si battevano alle falde del Monte Erice. Al comando della flotta fu posto Annone (non è certo se fosse il nemico politico di Amilcare). Il Trierarca portò la flotta ad ancorarsi all'isola chiamata «Sacra» (una delle Isole Egadi, oggi Marèttimo) in attesa di scaricare i rifornimenti alle forze terrestri. Avrebbe così ottenuto, inoltre, di alleggerire e rendere più manovrabili le navi per le battaglie navali e di poter caricare Amilcare e i suoi migliori uomini come forze navali o truppe da sbarco contro gli assedianti.
Lutazio Catulo seppe dell'arrivo di Annone e preparò la contromossa: imbarcò i migliori uomini a disposizione e portò la flotta fino all'isola di Egussa (Favignana). Era il 9 marzo del 241 a.C.

## Battaglia

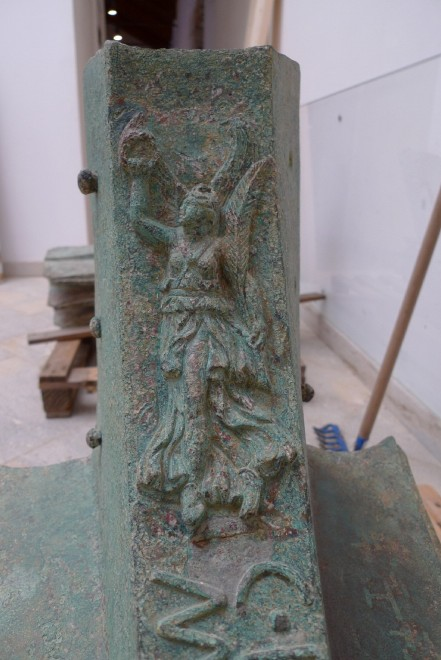
Particolare del rostro di una nave romana recuperato nel 2008 nel mare tra Levanzo e Trapani

Il mattino del giorno successivo, il 10 marzo, Catulo vide che la flotta cartaginese avrebbe avuto un forte vento da ovest a favore e che questo avrebbe reso più difficile far salpare la flotta romana. Dapprima incerto, riflettendo si rese conto che se avesse attaccato subito avrebbe avuto di fronte degli scafi ancora carichi e quindi più lenti e che questi avrebbero avuto a bordo solo forze di marina. Se avesse permesso lo scarico delle merci e l'imbarco degli uomini di Amilcare la situazione anche col vento in poppa non sarebbe stata altrettanto favorevole.
La flotta romana si distese su una sola linea come per formare un muro contro le navi cartaginesi che veleggiavano verso la costa del Monte Erice. I Cartaginesi accettarono la battaglia; ammainarono le vele per avere maggiore mobilità e attaccarono i Romani.
(Polibio, Storie, I, 61, 2)
Infatti i Romani avevano cambiato stile di combattimento. Per prima cosa avevano cambiato la maniera di costruire le navi copiandole, pare, da quella - velocissima - presa con Annibale Rodio durante l'assedio di Lilibeo. Inoltre le navi romane erano alleggerite al massimo, gli equipaggi erano stati tenuti in addestramento ed erano supportati da «soldati di marina scelti, più duri ad arrendersi delle truppe di terra». Per i Cartaginesi la situazione era opposta. Le navi erano cariche di materiale e derrate e quindi lente nella manovra, praticamente inservibili per la battaglia. Secondo Polibio, inoltre «i marinai erano, in complesso, impreparati e raccogliticci, i soldati di leva recente erano nuovi ad ogni disagio e pericolo». In realtà questo atteggiamento cartaginese è credibile se si considera che a Cartagine si riteneva che i Romani, a seguito della serie di sconfitte e di naufragi, fossero incapaci di governare le navi.
Il risultato fu micidiale. Inferiori nella manovra e nel combattimento ravvicinato, i Cartaginesi videro rapidamente affondare cinquanta navi e altre settanta furono catturate complete di equipaggio. Un fortunato volgersi del vento permise alle superstiti, alzate nuovamente le vele, di sganciarsi e ritornare all'Isola Sacra.

## Dopo la battaglia
Lutazio Catulo tornò a Lilibeo e si trovò alle prese con il problema di gestire tanto bottino. Settanta navi e circa diecimila uomini erano caduti nelle sue mani. Se Catulo riuscì ad impadronirsi del porto della città, la guarnigione rimase tuttavia in mano ai Cartaginesi.
I Cartaginesi affidarono la conduzione della guerra ad Amilcare che dapprima resistette ma in seguito, tagliato fuori da ogni possibilità di rifornimento con la caduta di Lilibeo e in condizioni operative disperate, mandò ambasciatori a Catulo per trattare la cessazione delle ostilità. Il console romano, saggiamente, rendendosi conto che anche Roma era sfinita da ventiquattro anni di guerra 
(Polibio, Storie, I, 62, 4)
Il popolo romano, poi, per tramite di una commissione di dieci uomini, rese un po' più gravose le condizioni. Ma la prima guerra punica era terminata.